# Spectrobasis differens
Spectrobasis differens là một loài bướm đêm trong họ Geometridae.